# One Hour
One Hour es el octavo álbum de estudio del dúo alemán Cluster (o décimo, si se consideran sus colaboraciones con Brian Eno). Fue lanzado en 1994 por el sello Prudence Cosmopolitan Music.
One Hour fue grabado en vivo en el estudio en julio de 1994 en Viena, Austria, y posteriormente editado en el estudio The Hitbox, en Attenburg, Austria. Es una selección de exactamente 1 hora de una improvisación de 4 horas de duración en el estudio. "One Hour" está estructurada de modo similar a la canción principal de Grosses Wasser, con secciones cortas y melódicas al principio y al final, entre las que se encuentra una sección central más experimental.
Bret Love, en su reseña del disco para allmusic, plantea sobre One Hour que "por momentos la música experimental fluye como la bizarra banda sonora de una película estudiantil influeciada por David Lynch. En otros, suena como música clásica que incluso tu abuela podría disfrutar (eh... bueno, tal vez no). Pese a que puede tomar algo de tiempo el acostumbrarse al sonido descabelladamente ecléctico y esotérico del dúo, One Hour es uno de esos discos sigilosos que siguen creciendo con cada escuchada que uno les dé".

## Lista de canciones
| N.º | Título     | Duración |  |
| 1.  | «One Hour» | 60:00    |  |

Nota: "One Hour" está dividida en 11 pistas anónimas para facilitar el acceso a las distintas secciones de la canción, según se explica en el arte del disco.

## Créditos
| - Hans-Joachim Roedelius - Dieter Moebius | - Grabado por Hans-Joachim Roedelius y Dieter Moebius. - Editado por Eric Spitzer-Marlyn. - Pintura de portada por Rosa Amanda. - Diseño por Antonella. |